# أريغلو
أريغلو هي قرية في مقاطعة خوي، إيران. يقدر عدد سكانها بـ 106 نسمة بحسب إحصاء 2016.